# Бахшиев, Эльмар Сабир оглы
Эльма́р Сабир оглы Бахши́ев (азерб. Elmar Sabir oğlu Baxşiyev; 30 августа 1980, Кусары, Азербайджанская ССР, СССР) — азербайджанский футболист и футбольный тренер. В 2004—2009 годах выступал за сборную Азербайджана.

## Клубная карьера
Профессиональную футбольную карьеру начал в команде высшей лиги чемпионата Азербайджана U-18. В первой же игре на высшем уровне стал автором забитого мяча.
В сезоне 1998/1999 был в составе клуба «Шафа», но на поле появился только один раз. С сезона 1999/2000 играл за клуб «Хазар Университети» (Баку).
Выступал также за «Хазар-Ленкорань» и «Нефтчи» (Баку).
С января 2012 года по 2014 год выступал за клуб «Габала». В 2014 году в составе данного клуба завершил карьеру.

## Тренерская карьера

### Габала
Входил в тренерский штаб клуба «Габала».
2 сентября 2019 года назначен исполняющим обязанности главного тренера «Габалы».
В сезоне 2022/2023 выиграл кубок с командой. 12 июня 2023 года контракт был продлён.
24 февраля 2024 года покинул должность главного тренера.

### Араз-Нахчыван
8 апреля 2024 года возглавил «Араз-Нахчыван».

## Достижения игрока
- Чемпион Азербайджана: 2012

## Сборная Азербайджана
С 2004 по 2009 год защищал цвета сборной Азербайджана.